# Ritratto di Alof de Wignacourt
Ritratto di Alof de Wignacourt è un dipinto a olio su tela (195x134 cm) realizzato nel 1608 dal pittore italiano Caravaggio. È conservato nel Musée du Louvre di Parigi.

## Storia e descrizione
L'artista ha ritratto Alof de Wignacourt, Gran Maestro dei Cavalieri dell'Ordine dell'Ospedale di San Giovanni di Gerusalemme, vestito con l'armatura. Sulla destra un giovine, anch'esso fregiato con la stella dei cavalieri, gli porge l'elmo a completamento della vestizione.
Il quadro in armi, anche se da parata, vuol quindi essere un elogio della vita attiva del Wignacourt, vera e propria incarnazione del "Miles Christianus" che lotta per la Fede, di cui l'Ordine dei Cavalieri di Malta era garante. Secondo il Baglione, sarebbe stato proprio grazie a questa tela che Caravaggio fu nominato "cavaliere di grazia".
Il quadro fu presto spedito in Francia, poiché nel 1670 comparve nelle collezioni di Luigi XIV. Conformemente alla regola, la tela sarebbe dovuta passare in eredità all'Ordine stesso; il fatto che invece il proprietario abbia voluto sbarazzarsene, conferma l'imbarazzo del Wignacourt per l'espulsione di Caravaggio, che avvenne pochi mesi dopo per aver preso parte a una rissa in cui un altro cavaliere rimase ferito.